# Cañada de la Remonta
Cañada de la Remonta är en ort i Mexiko.   Den ligger i kommunen Técpan de Galeana och delstaten Guerrero, i den södra delen av landet, 300 km sydväst om huvudstaden Mexico City. Cañada de la Remonta ligger 70 meter över havet och antalet invånare är 183.
Terrängen runt Cañada de la Remonta är huvudsakligen kuperad, men åt sydväst är den platt. Runt Cañada de la Remonta är det ganska glesbefolkat, med 22 invånare per kvadratkilometer. Närmaste större samhälle är San Luis de La Loma, 5,6 km sydväst om Cañada de la Remonta. Omgivningarna runt Cañada de la Remonta är en mosaik av jordbruksmark och naturlig växtlighet.